# Mural art

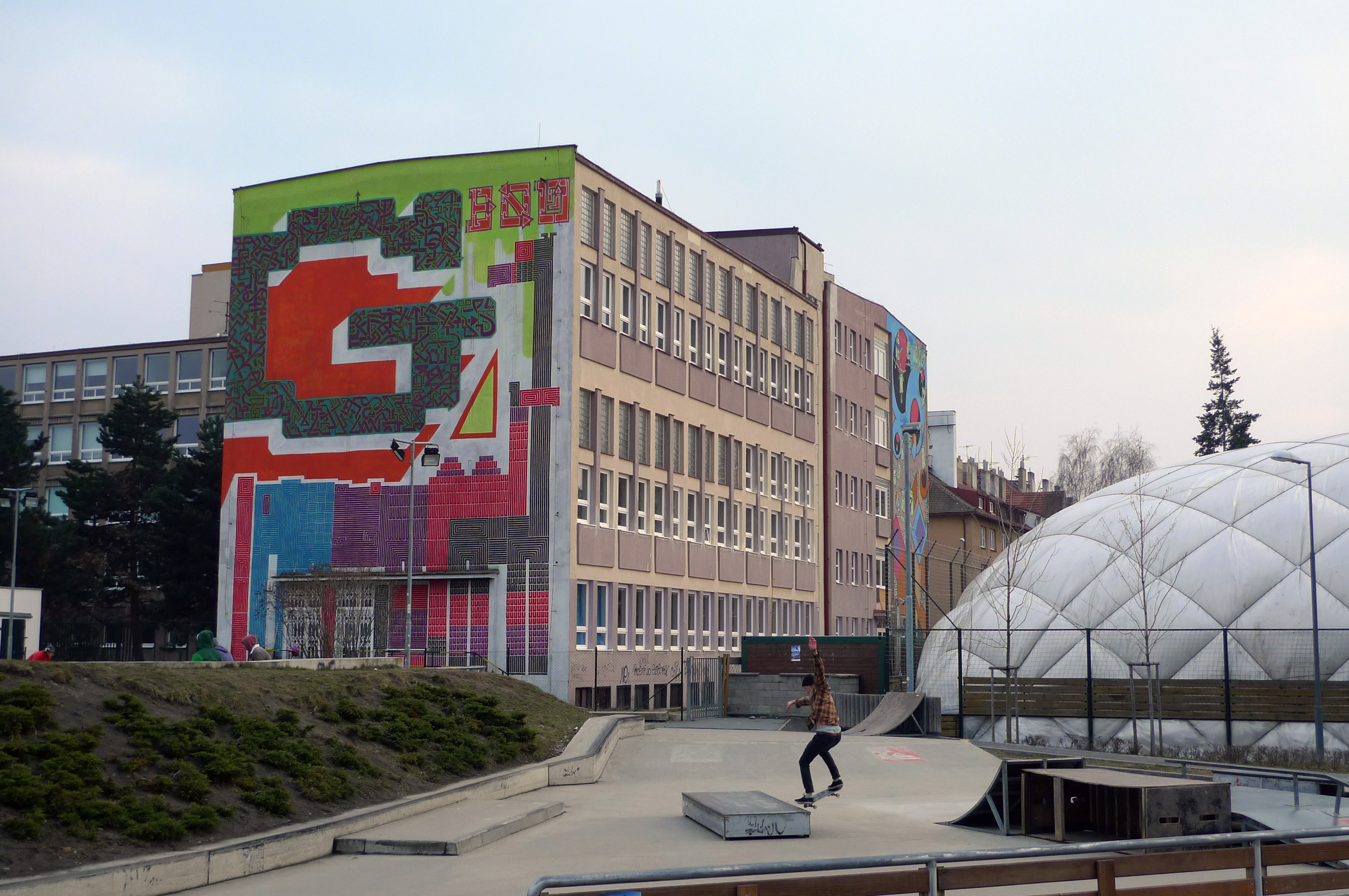
Mural art v pražských Strašnicích v sousedství sportovního centra Gutovka. Autoři Michal Škapa, Jakub Uksa, Jan Kaláb a Lukáš Kladívko

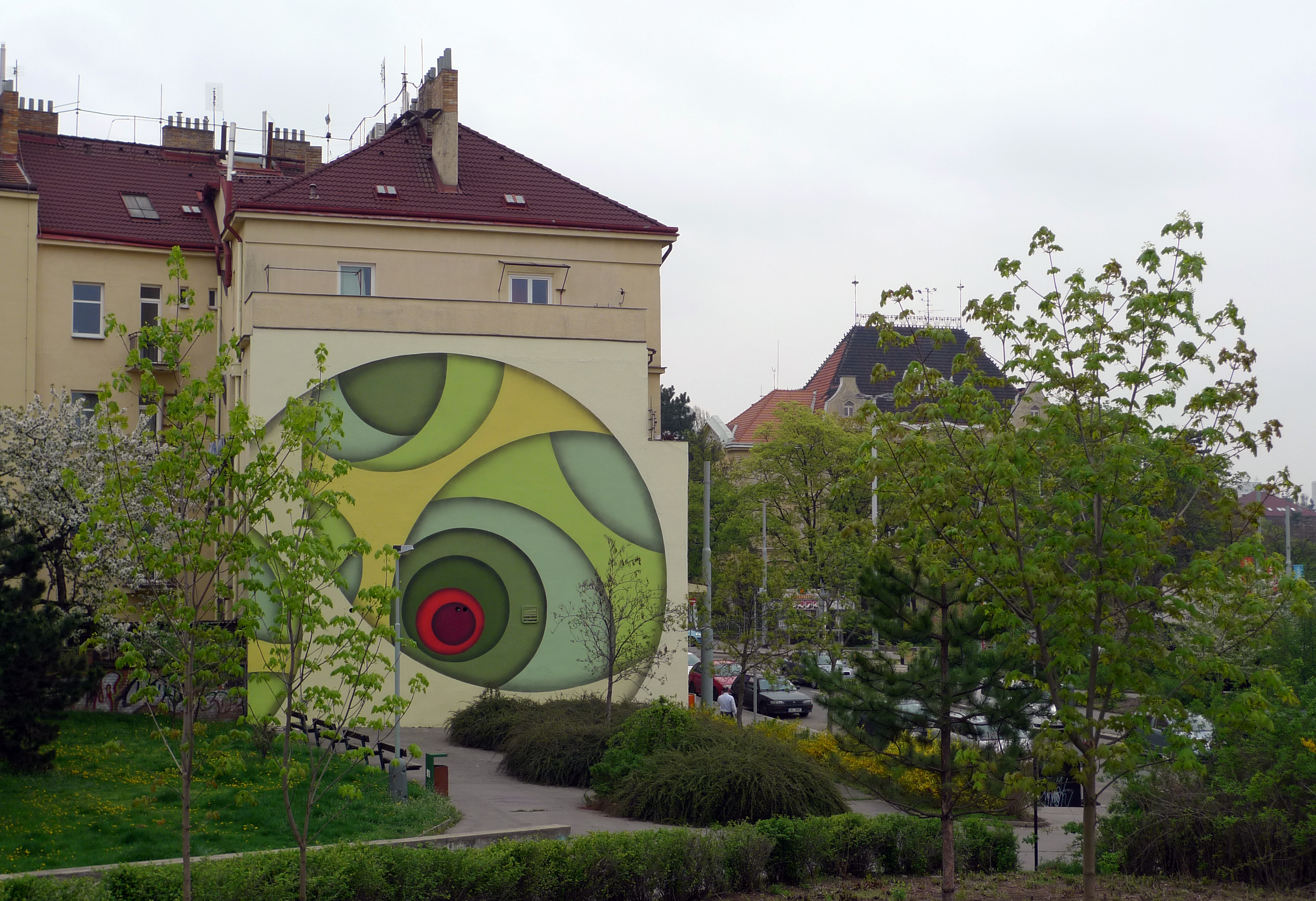
Mural art Jana Kalába na Strašnické ulici v Praze 10

Mural art je moderní umělecký směr zaměřený na velkoplošnou malbu na stěny ve veřejném prostoru. Na rozdíl od děl street artu či graffiti, která z hlediska zákona vznikají nelegálně, muralartová díla jsou většinou objednána majitelem stěny kvůli její výzdobě. Používají se moderní technologie a materiály, nad sprejováním převažuje ruční nanášení barev štětci a válečky.

## Historie
Tento umělecký směr vznikl jako forma odporu občanů proti vládě nebo proti sociální, národnostní či náboženské nesvobodě. Nejznámější jsou protestní malby na stěnách v severoirském Belfastu, Londonderry a dalších městech.[zdroj?]
Na konci 90. let 20. století se zvedla vlna zájmu o tento typ tvorby. Keith Haring, Shepard Fairey, ABOVE, Mint&Serf, Futura 2000, Os Gemeos, Faile a další umělci dokázali posunout toto „anarchistické“ umění směrem k zakázkové tvorbě pro významné klienty. K prvním společnostem, které začaly financovat tvorbu mural artu na svých budovách, patřily značky orientované na mladé – mj. Nike, Red Bull nebo Wieden Kennedy. V prvních letech 21. století se tento druh tvorby prosadil celosvětově.

## Mural art v Česku
K centrům legálního mural artu se v České republice zařadila Městská část Praha 10, kde od roku 2011 začala vznikat velkoplošná díla převážně na obecních budovách. V dubnu 2013 vytvořil Jan Kaláb mural art v Mrštíkově ulici nedaleko metra Strašnická. K dalším českým dílům lze zařadit pomalovanou průmyslovou halu u pražského Letiště Václava Havla na ploše 5000 metrů čtverečních, malby Jakuba Tytykala a Pavla Duška s Josefem Šmídem u stanice metra Vltavská či Hlavu Michala Škapy v Českých Budějovicích. Další díla vznikla například v brněnské čtvrti Cejl, v Plzni nebo Olomouci. V rámci odborné výuky studentů hořické SUPSSK vznikl v roce 2023 v Březovicích u Hořic v rámci revitalizace dětského hřiště dětský Murál na ploše cca 100 m².

## Galerie

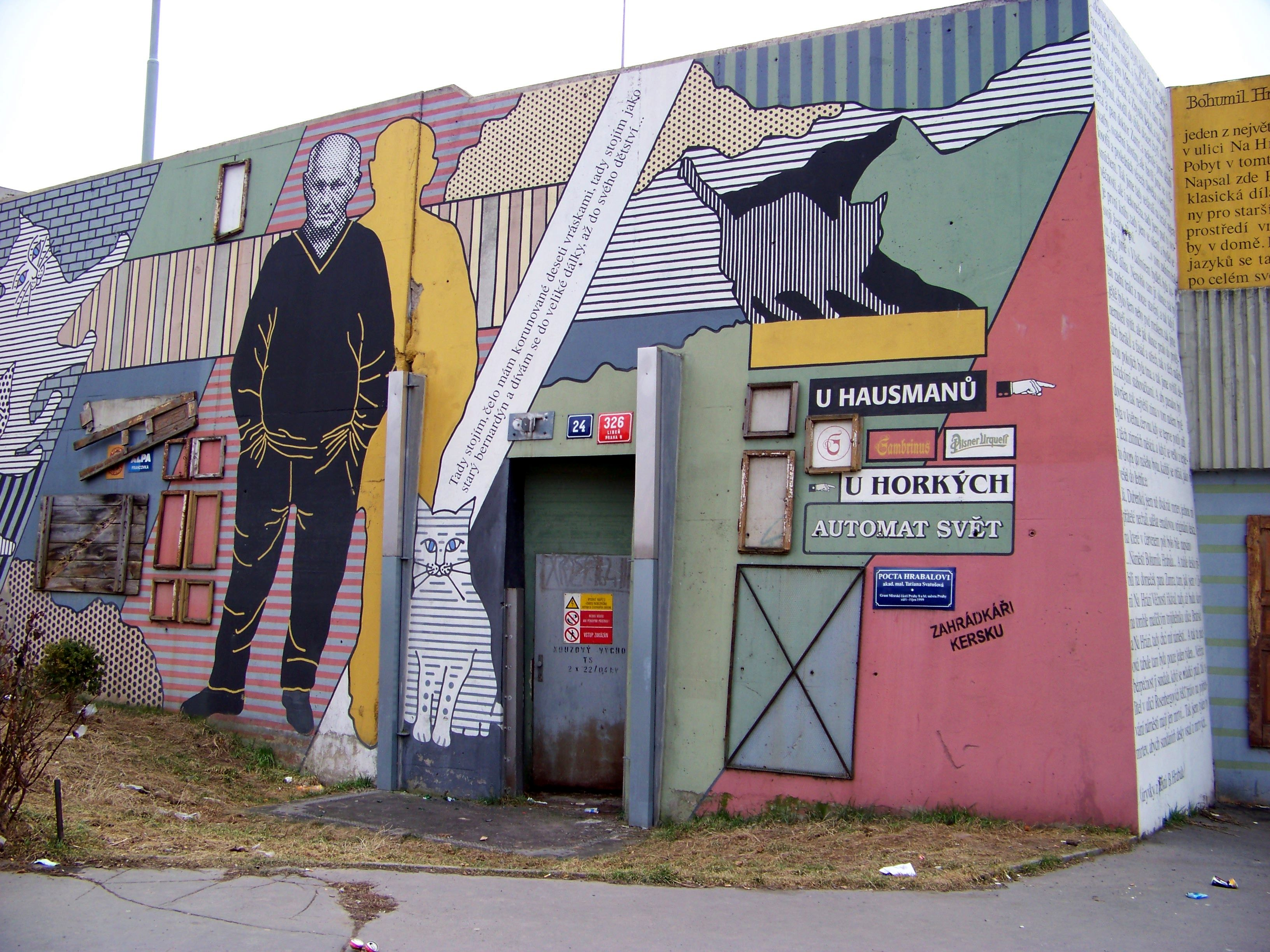
Zeď Bohumila Hrabala, Praha-Libeň
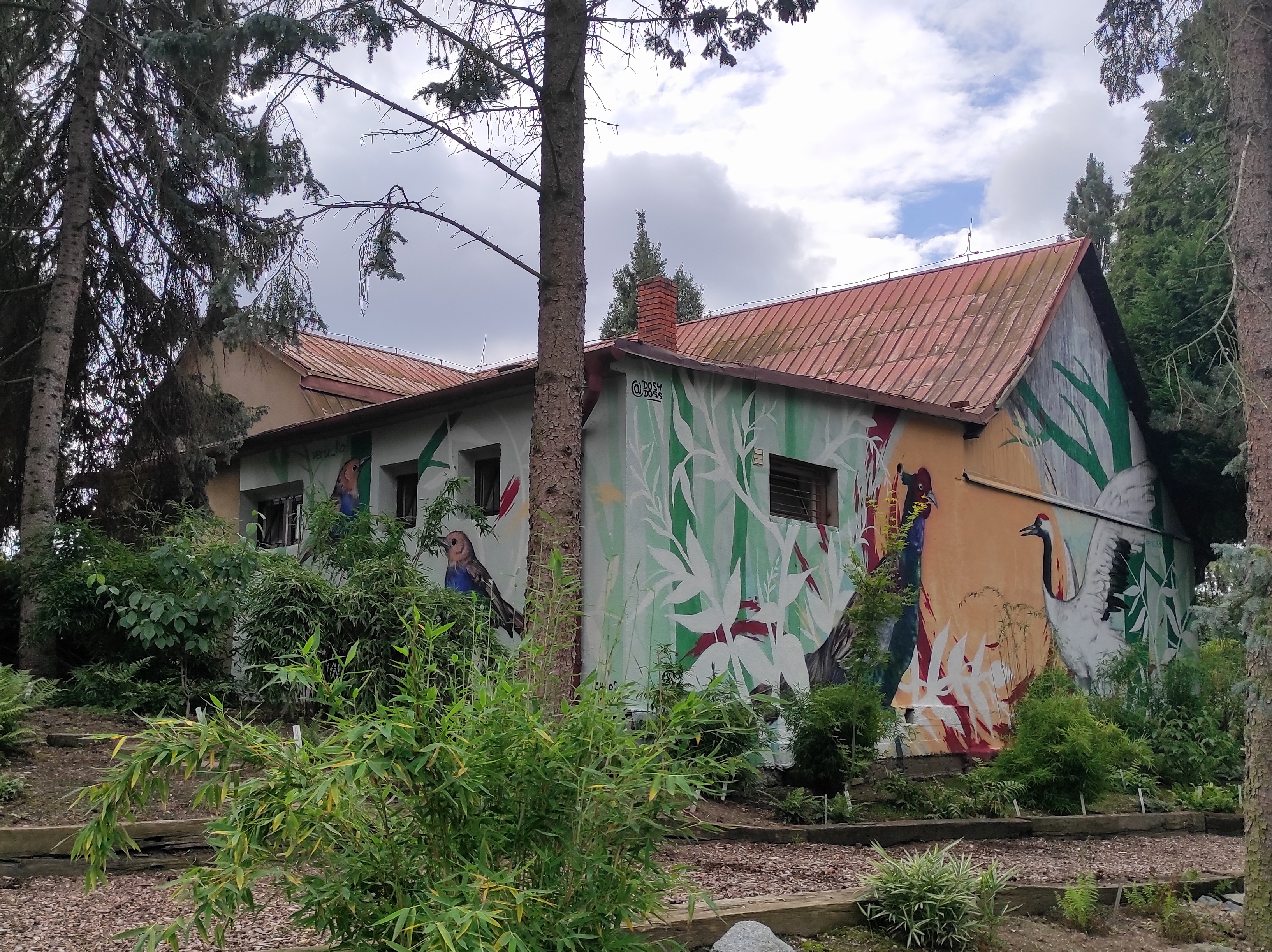
Botanická zahrada, Olomouc
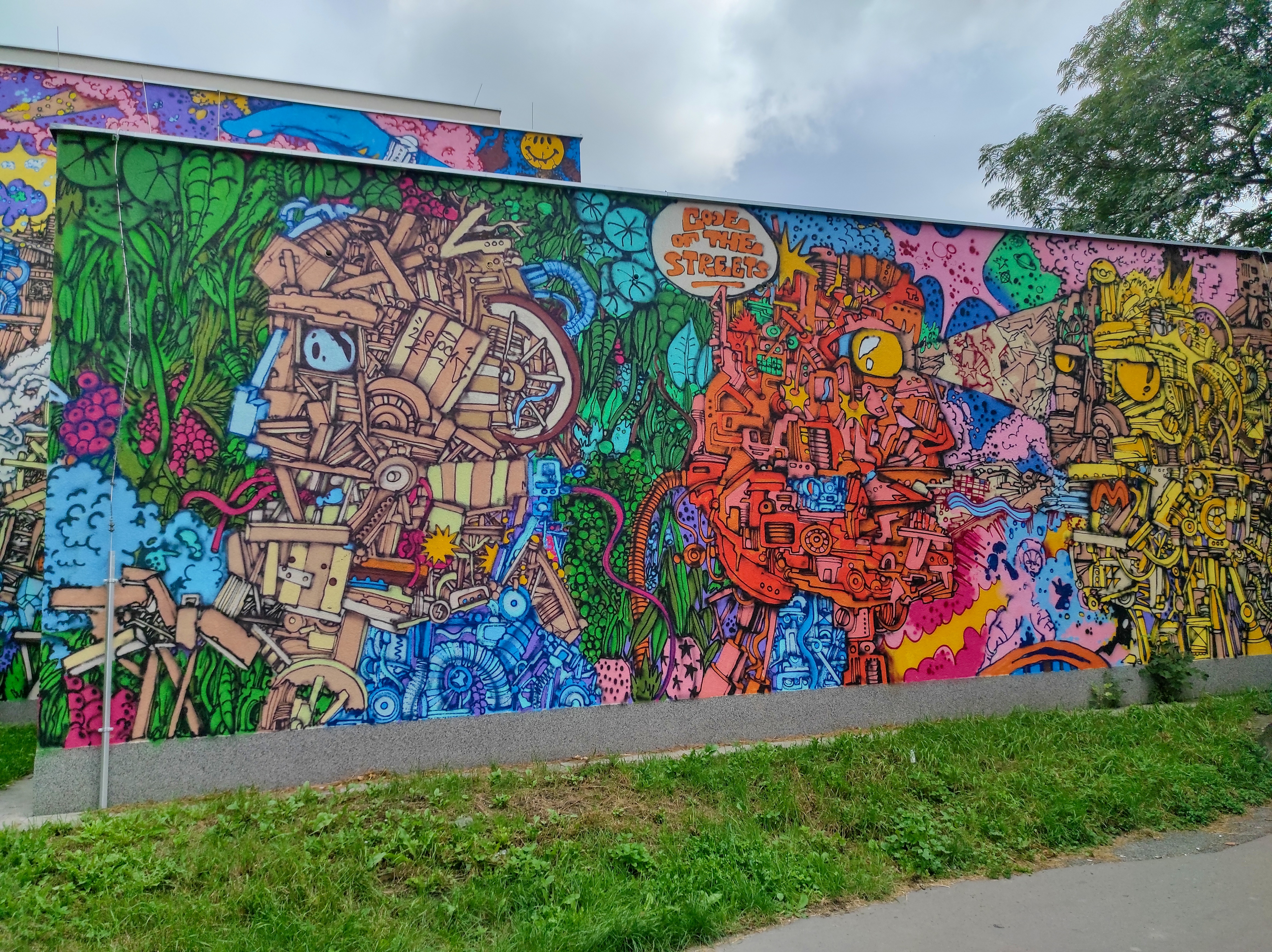
S-klub, Olomouc
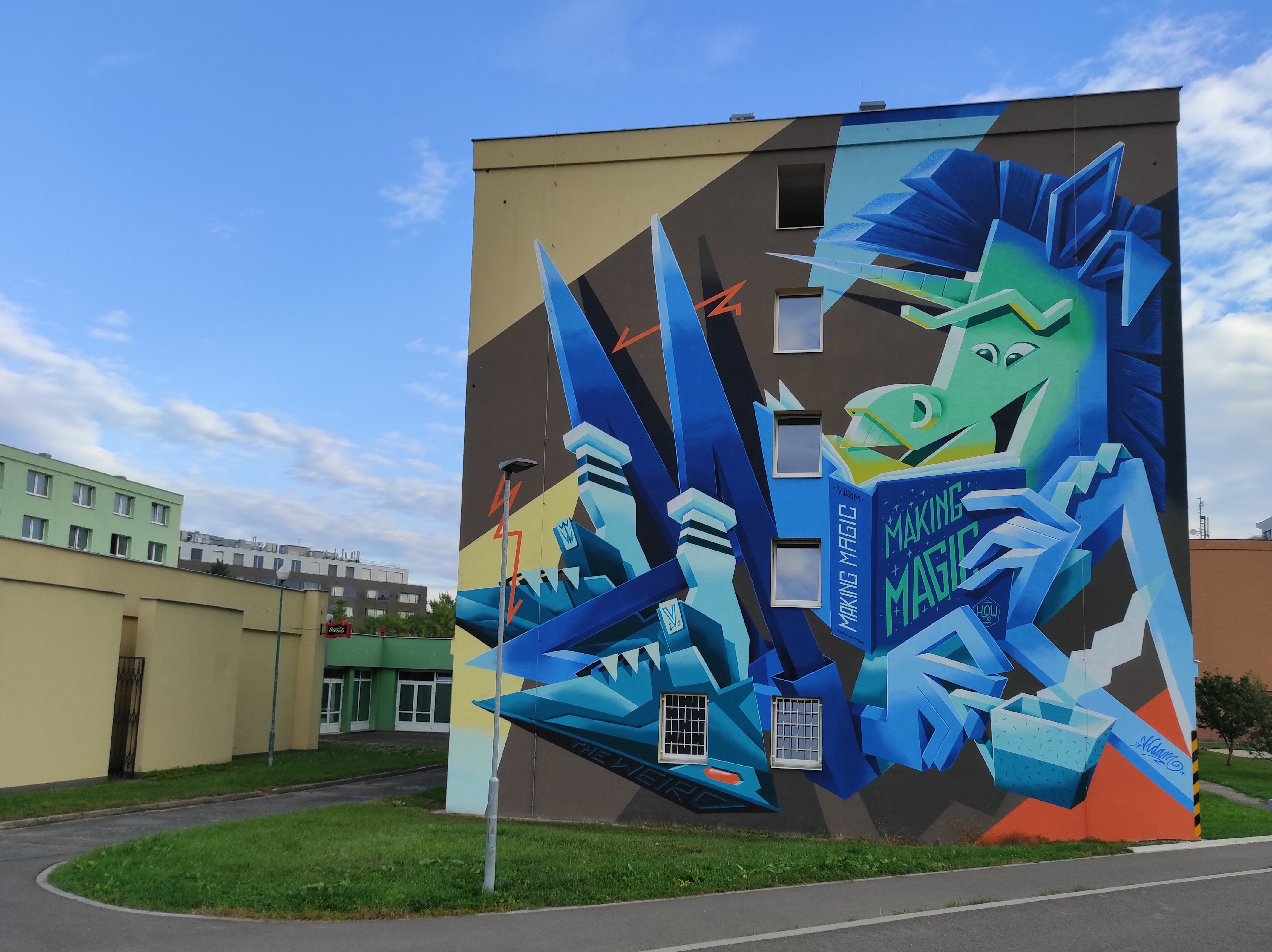
Koleje UP, areál Envelopa, Olomouc
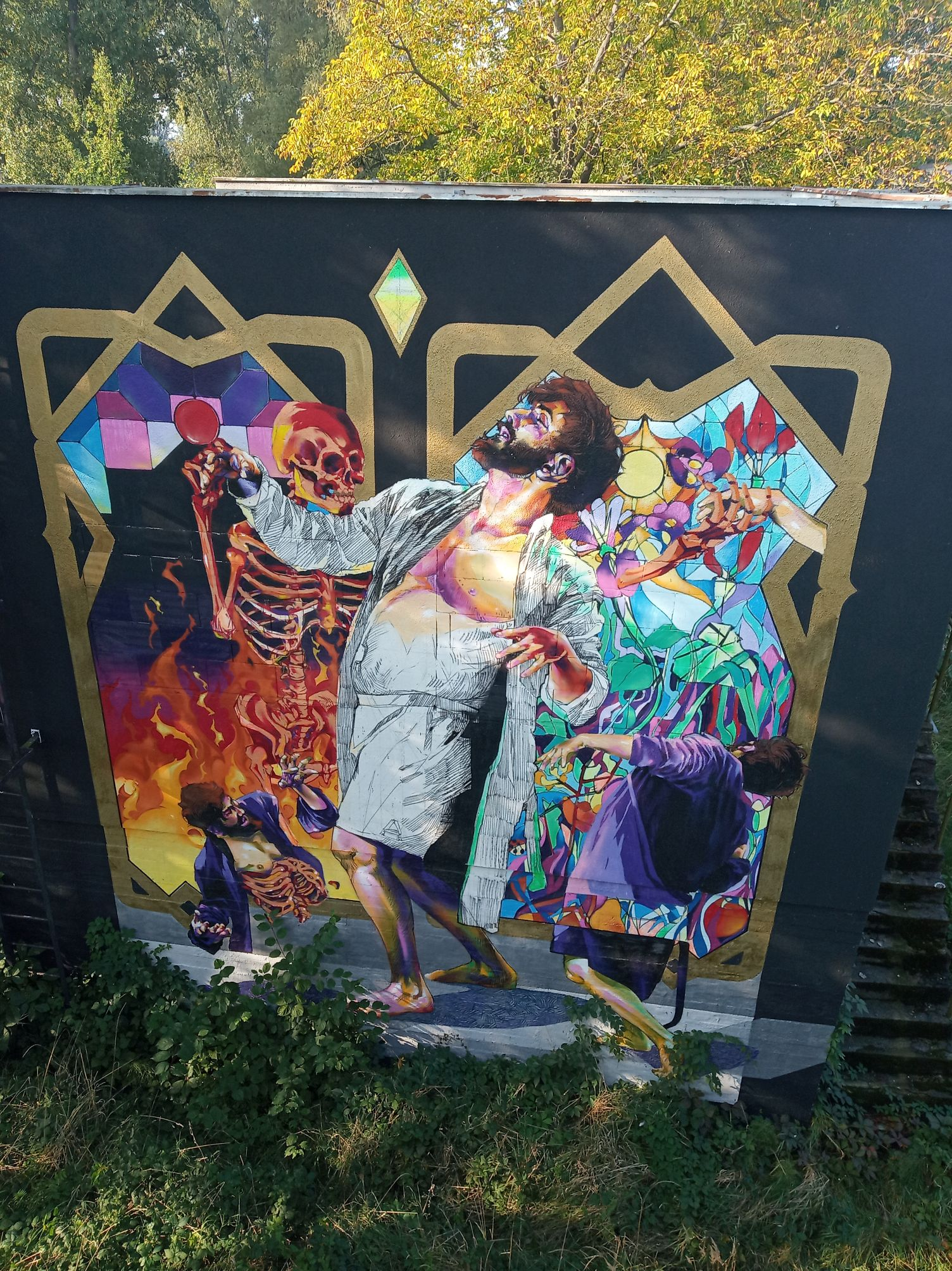
Mural v Nymburce
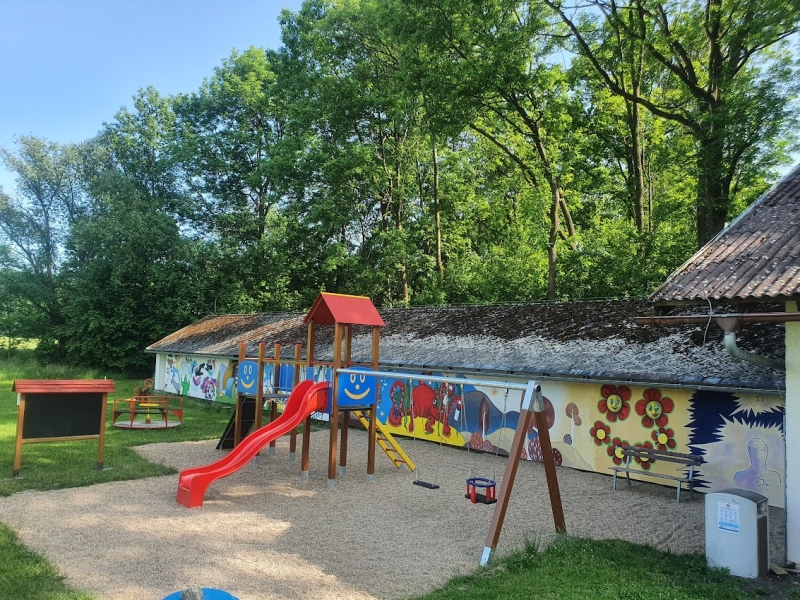
Dětský Murál v obci Březovice u Hořic